# Seewölfe, Korsaren der Weltmeere
Seewölfe, Korsaren der Weltmeere ist eine Heftroman-Serie, die von 1975 bis 1990 beim Pabel-Moewig-Verlag in insgesamt 760 Ausgaben erschien.
Die ersten elf Hefte dieser Serie waren noch Übersetzungen eines Großteils der Fox-Romane von Adam Hardy (Kenneth Bulmer) aus dem Englischen, in denen es um den Marine-Offizier George Abercrombie Fox ging, vergleichbar z. B. den maritimen Buchserien Hornblower von C. S. Forester (Cecil Lewis Troughton Smith) oder Bolitho von Alexander Kent (Douglas Reeman).
Die Serie wurde mit Ausgabe zwölf auf eigene Romane des Verlages umgestellt, die, von 1975 bis 1990 in 749 Heften verschiedener Autoren, die Abenteuer von Phillip Hasard Killigrew, genannt der Seewolf, beschrieben. Unfreiwillig begann dieser seinen Dienst 1576 an Bord der „Marygold“ unter dem Kommando von Sir Francis Drake.
Die Reihe erschien bis Band 28 im Taschenheft-Format mit einem Umfang von 130 Seiten und einem Preis von DM 1,80, danach im üblichen Heftromanformat mit 64 Seiten und einem Preis, der von anfangs DM 1,50 auf DM 3,00 zuletzt stieg. Die Ausgaben erschienen bis Band 52 einschließlich 14-täglich, danach wöchentlich.
Die Einstellung der Serie erfolgte 1990 überraschend ohne Ankündigung, was die laufende Handlung nicht abgeschlossen zurückließ. Trotzdem muss man sie angesichts der erreichten Ausgabennummer wohl zu den erfolgreichsten oder doch zumindest langlebigsten Heftromanserien auf dem deutschen Markt zählen.
Von 1979 bis 1985 erschien eine parallel vertriebene Taschenbuch-Reihe unter dem Titel Seewölfe, Abenteuer auf sieben Weltmeeren, die jedoch anders als die Heftserie von den Abenteuern des Schiffsjungen Howard Bonty in einer etwas späteren Epoche handelte. Es erschienen 57 Titel in der Reihe, Band 1 bis 29 erschien beim Moewig-Verlag, die folgenden Titel bei Pabel. Der Preis stieg von anfangs DM 4,80 auf zuletzt DM 5,80. Die Taschenbücher erschienen bis Band 41 monatlich und danach alle zwei Monate.
Außerdem erschienen 1976 sechs Bände einer Hardcover-Ausgabe und 1976/1977 sieben Bände als zweite Auflage. 1997/1998 erschienen sieben Bände in der Maritim-Reihe der Ullstein-Taschenbücher. Alle diese Titel sind von Adam Hardy aka Kenneth Bulmer.

## Inhaltsangabe
Das Abenteuer von P. H. Killigrew begann 1576, als er in einer Spelunke in Plymouth der Pressgang (damals wurden „brauchbare“ Männer zum Dienst an Bord der Schiffe „überredet“, bzw. einfach entführt) der „Marygold“ in die Hände fiel. Killigrew – der während der Schlägerei mit der Pressgang den Beinamen „Seewolf“ erhalten hatte – erhielt bereits nach sehr kurzer Zeit (im ersten Roman) den Befehl über ein Prisenkommando, das ein erbeutetes spanisches Schiff nach England segeln sollte. Mit diesem überfiel er allerdings ein spanisches Sklavenschiff und befreite die aus Westafrika stammenden Sklaven, wobei ein Afrikaner – Batuti – sich seiner Mannschaft anschloss. Anschließend büßte er zwar seine erste Prise ein, kaperte dafür aber ein spanisches Silberschiff – die «Isabella» – und brachte dieses nach Plymouth, um es Drake und der Königin – Elisabeth der I. – zu übergeben. Nach Zusammenstößen mit lokalen Autoritäten, die versuchten, die Silberladung zu entwenden und zu unterschlagen, schlossen er und sein Prisenkommando sich wieder Francis Drake an. Sie nahmen an einem Landeunternehmen gegen irische Aufständische in der Dungarvanbai, die von Spanien unterstützt und mit Waffen beliefert wurden, teil. Bei dieser Gelegenheit wurde die «Isabella» versenkt, und ein Großteil von P. H. Killigrews Crew geriet in spanische Gefangenschaft. Killigrew reiste in der Folge – mit Francis Drakes Erlaubnis – heimlich nach Spanien und befreite seine Mannschaft von einer spanischen Galeere. Bei dieser Gelegenheit erbeutet er eine weitere Silberladung, die er nach England bringt.
Wieder zurück in Plymouth brach er an Bord von Francis Drakes Schiff «Pelican», das später in «Golden Hind» umbenannt wurde, in die Neue Welt auf. Diese Fahrt, die um Kap Hoorn und die südamerikanische Westküste entlang bis Panama führte, wurde mit dem erklärten Ziel unternommen, dort spanische Schatzschiffe zu kapern. Während dieser Fahrt fühlen sich der Seewolf und seine Männer zunehmend von den Grausamkeiten der Spanier gegenüber den indianischen Ureinwohnern abgestoßen, mit denen sie konfrontiert werden. Gleichzeitig kommt es zu Auseinandersetzungen innerhalb der englischen Besatzungen, namentlich mit den mitfahrenden Adligen, die sich teilweise als verbrecherisch und verantwortungslos erweisen. Als einer von diesen den Profos Francis Drakes – Edwin Carberry – zu ermorden versucht, indem er ihn bei Nacht über Bord stößt, und Drake die Bestrafung des Übeltäters verweigert, trennt sich der Seewolf Killigrew mit seiner Crew im Streit von Drake. Carberry schließt sich dem Seewolf an.
Bei einem Intermezzo auf der Insel Mocha rettet Hasard mit seinen Männern zahlreiche Eingeborene vom Stamm der Araukaner vor der spanischen Versklavung. Er hat eine leidenschaftliche Nacht mit deren Anführerin Arkana. Aus dieser Verbindung entspringt eine gemeinsame Tochter, Araua.
Phillip Hasard Killigrew und seine Anhänger kapern mehrfach spanische Schiffe, die jeweils in «Isabella II» bis IV umbenannt und später wieder versenkt werden. Sie durchqueren Panama auf dem Landweg, kapern in der Karibik erneut ein Schiff und geraten mit äußerst brutalen Piraten unter Führung des Schwarzen Caligu aneinander, finden aber in der «Roten Korsarin» Siri Tong – der Tochter eines Portugiesen und einer Chinesin – und Thorfin Njal – einem Skandinavier, der sich wie ein Wikinger kleidet – neue Verbündete. Einige ehemalige Karibikpiraten, unter ihnen der Hugenotte Jean Ribault, treten der Crew bei.
In der Karibik befreien sie mehrere Einwohner von P. H. Killigrews Heimatort Falmouth, die von den Spaniern verschleppt und zur Zwangsarbeit in deren lateinamerikanischen Besitzungen verfrachtet worden waren, ehe sie mit einer immensen Schatzbeute die Heimreise nach England antreten. Unter den Geretteten befinden sich sowohl der Vater als auch die Schwester eines von Killigrews Bordkameraden – Donegal Daniel O'Flynn – und Big Old Shane, der Schmied von Arwenack Castle, aber auch ein korrupter und verbrecherischer Friedensrichter. Killigrew heiratet noch während der Überfahrt die junge Frau, Gwendolyn O’Flynn. Als er und seine Männer mit der für die Königin bestimmten Schatzbeute England erreichen, sehen sie sich Unterschlagungsversuchen und mörderischen Intrigen ausgesetzt, die sowohl von seinem Ziehvater – Sir John Killigrew – als auch von dem verbrecherischen Richter und den korrupten örtlichen Autoritäten in Plymouth und London ausgehen. Hasards ältester Stiefbruder kommt dabei ums Leben.
Schließlich kann Killigrew Elisabeth die Schatzbeute übergeben und erhält einen Kaperbrief, der aber kurz darauf widerrufen wird. In Irland und Cádiz spürt der Seewolf anschließend seiner wahren Herkunft nach und findet heraus, dass er in Wahrheit nichts mit den Killigrews von Arwenack zu tun hat, sondern vielmehr der uneheliche Sohn einer Spanierin aus der Familie de Coria und eines deutschen Malteserritters namens Godefroy von Manteuffel ist. Infolge von Verleumdungen und fortgesetzten Anschlägen müssen der Seewolf und seine Besatzung danach aus England fliehen, und segeln mit einem neuen Schiff – der «Isabella VIII» – die sie sich für ihren Anteil an der Schatzbeute gekauft haben, wieder in die Karibik.
Dort müssen sich P. H. Killigrew und seine Crew erneut mit brutalen Piraten und den Spaniern auseinandersetzen. Seine Frau, die ihm daheim, in England inzwischen zwei Söhne – Philip und Hasard genannt – geboren hat, wird ermordet, und P. H. Killigrews englische Feinde verschleppen die Kleinkinder ins Mittelmeer, bis an die Küste der Levante. Der Seewolf verfolgt die Entführer seiner Kinder, kann seine Söhne aber nicht retten und hält sie – beinahe zwangsläufig – für tot. Es gelingt ihm, seinen Vater von einer türkischen Galeere zu befreien, doch auch dieser stirbt gewaltsam.
Hasard kehrt in die Karibik zurück und bricht mit seinen neuen Verbündeten und einem mysteriösen schwarzen Segler, den die Freibeuter am Strand einer Karibikinsel gefunden haben, zu einer Reise nach China auf. An Bord dieses Schiffes, das als Mittelding zwischen Dschunke und Galeone beschrieben wird, befinden sich die mumifizierten Überreste eines chinesischen Mandarins, die Siri Tong unbedingt in seine Heimat überführen will. Die beiden Schiffe – die Isabella VIII und der Schwarze Segler – umrunden Kap Hoorn, überqueren den Pazifik und erreichen China, wo sie eine Vielzahl von Kämpfen und Abenteuern überstehen müssen, ehe sie ihre selbstgewählte Mission erfüllen können. Anschließend reist der Seewolf durch den Indischen Ozean und um Afrika herum zurück nach Europa. Dabei kommt es zu Kämpfen mit dem Portugiesen do Velho, der den Sonderauftrag von der spanischen Krone erhalten hat, den Seewolf auszuschalten.
In Tanger, wo die Crew des Seewolfs notwendige Ausbesserungsarbeiten am Schiff vornimmt, entdecken sie überraschend die Kinder Philip und Hasard wieder, die keineswegs tot sind, sondern sich – als inzwischen fünfjährige – in den Händen einer Gauklertruppe befinden. Es gelingt dem Seewolf, die Kinder, die zunächst gar nicht wissen, dass er ihr Vater ist, zu sich auf die Isabella zu holen. Während die kleinen Jungen erst langsam Englisch lernen müssen (sie sind mit der türkischen/arabischen Sprache aufgewachsen), und für zahlreiche lustige Szenen gut sind, stößt der Seewolf vor Cadiz wieder auf Francis Drake. Er nimmt an dessen Angriff auf die spanische Hafenstadt teil und bringt seine Söhne in die englische Heimat, wo er von der Königin für seine Verdienste zum Ritter geschlagen wird. Der Seewolf kämpft auch in der Schlacht gegen die spanische Armada an der Seite Englands. Allerdings zerstreitet er sich erneut mit Drake und verlässt mit seinen Söhnen England im Zorn.
Mit den Kindern und Siri Tong – die ihn in der Erziehung der beiden Jungen unterstützen soll – segeln er und seine Männer von der Schlangeninsel – ihrem Stützpunkt in der Karibik, auf dem sich der Stamm der Araukaner angesiedelt hat – nach Norden, um die Nordwestpassage zu suchen. Mit sehr viel Glück gelingt es den Korsaren. Sie finden und durchfahren diese gefährliche Route und kreuzen anschließend durch den Pazifik, um schließlich – lange vor der historischen Entdeckung – Australien zu erreichen. Siri-Tong trennt sich auf Bora Bora von den Seewölfen, da sie eine ehemalige englische Kriegsgaleone, die sie in Roter Drache umbenannt hat, übernimmt.
Durch den Indischen Ozean und um die Südspitze Afrikas herum segeln die Seewölfe anschließend zurück in die Neue Welt. Dort geraten sie dann prompt mit Piraten von Tortuga aneinander, die ihnen ihren Stützpunkt und ihre Schätze auf der Schlangeninsel entreißen wollen. Nachdem diese Bedrohung abgewehrt ist, stürzen sich der Seewolf und seine Männer ins nächste Abenteuer: Während ihrer Fahrt durch den Indischen Ozean haben sie eine antike Karte erbeutet, die den sogenannten «Kanal der Pharaonen» zeigt, eine Wasserstraße, die den Nil mit dem Roten Meer und damit mit dem Indischen Ozean verbindet. Also brechen sie mit ihrer «Isabella VIII» auf, um diese unbekannte Schifffahrtsroute zu erkunden.
Nach einer Reihe von Abenteuern entlang der Küste des Mittelmeers segelt die «Isabella VIII» tatsächlich den Nil hinauf, und die Korsaren werden von gerissenen Grab- und Wüstenräubern im sogenannten «Kanal der Pharaonen» in eine Falle gelockt: Der Wasserweg ist völlig versandet und keineswegs für große Schiffe befahrbar, und die Galeone geht im Sandsturm verloren. Nachdem sie ihr Schiff aufgeben mussten, kehren die Seewölfe – wie die Isabella-Besatzung nach dem Kampfnamen ihres Anführers genannt wird – in drei Gruppen nach England zurück, wo sie auf der Werft Hesekiel Ramsgates ein neues Schiff – die Isabella IX – in Auftrag geben. Während sich ihr neues Schiff noch im Bau befindet, unternehmen P. H. Killigrew und seine Männer im Auftrag ihrer Königin mit den Galeonen Hornet und Fidelity eine Expedition gegen bretonische Freibeuter, die von Spaniern aufgestachelt, einen Krieg zwischen England und Frankreich provozieren sollen. Die Mission ist trotz des Verrats des Kaperkapitäns Easton Terry erfolgreich, wobei auch der alte Feind Lucio do Velho wieder auftaucht und getötet wird. Die Seewölfe erhalten mit Jerry Reeves, Bootsmann der Fidelity, einen neuen Verbündeten.
Nachdem sie diese Aufgabe erfüllt haben, beauftragt Elisabeth die I. den Seewolf mit einer Fahrt in die Ostsee, mit dem Ziel, Handelsverbindungen unter Umgehung der Hanse zu knüpfen. Im Verlauf dieser Unternehmungen mit der neuen Isabella IX lernt P. H. Killigrew seinen Vetter Arne von Manteuffel aus Kolberg kennen, der ihn ebenso wie der durch Anfeindungen aus England vertriebene Schiffbauer Ramsgate in die Karibik begleitet. Bei der Abreise aus England kommt es erneut zu Konflikten der Seewölfe mit korrupten Adligen, in diesem Fall dem jungen Marquess Henry of Battingham und dem arroganten Sir Andrew Clifford. Enttäuscht verlassen die Seewölfe gemeinsam mit Jean Ribault und Jerry Reeves an Bord der neuen Schiffe Le Vengeur III und Tortuga die Alte Welt.
Wieder in der Karibik begründen Philip Hasard Killigrew und seine Verbündeten die „Bruderschaft der Freibeuter“ (später „Bund der Korsaren“), um für ihren Schlupfwinkel – die Schlangeninsel – eine Art Rats- und Regierungssystem zu schaffen. Sie siedeln von den Spaniern verfolgte Indianer – die Timucuas – von Florida auf die der Schlangeninsel benachbarte Insel Coral Island um, zum einen, um die Versorgung der Schlangeninsel mit Nahrungsmitteln zu gewährleisten, zum anderen, um das Indiovolk vor der Ausrottung zu bewahren. Außerdem müssen sie sich mit verschiedenen brutalen Piraten – unter anderem. dem Mestizen Mardengo, Caligula und der Black Queen – sowie dem korrupten Gouverneur Kubas und anderen spanischen Amtsträgern auseinandersetzen, die die Seewölfe gerne vernichtet sähen und hinter ihren erbeuteten Schätzen her sind. In dieser Zeit eröffnet Hasards Vetter Arne von Manteuffel in Havanna zum Schein ein Handelskontor, das den Korsaren als Spionageposten und zum Einkauf benötigter Waren – vor allem Bauholz für Hesekiel Ramsgates Schiffswerft – dient.
Die Spanier entsenden den Sonderbeauftragten Don Juan de Alcazar, der den Seewolf unschädlich machen soll. De Alcazar ist ein kompetenter und integrer Mann, dem es sogar gelingt, Hasard ausfindig zu machen. Er scheitert jedoch insbesondere an der Korruption der Amtsträger der spanischen Verwaltung unter Führung von Don Antonio de Quintanilla, Gouverneur von Kuba, und desertiert schließlich, um einer Festnahme oder dem Tod zu entgehen.
Ein von Quintanilla veranlasster Großangriff einer spanischen Flotte unter Capitan Cubera auf die Schlangeninsel, deren Koordinaten durch die Black Queen verraten wurden, kann abgewehrt werden, wobei die letzten Schiffe in einem Wirbelsturm versinken. Die Le Vengeuer III geht dabei verloren.
Bald darauf wird die Black Queen besiegt und ihr Schiff, der Zweidecker Caribbean Queen, geht in den Besitz des Bundes der Korsaren über. Doch der nächste Gegner wartet schon: Sir John Killigrew, Sir Andrew Clifford und Henry of Battingham ist es durch Intrigen gelungen, von der englischen Krone mit dem Auftrag, den Seewolf festzunehmen, in die Karibik entsandt zu werden. Hasard wird bei einem Duell lebensgefährlich verletzt, als ihn Clifford in den Rücken schießt. Dennoch gelingt es den Korsaren, die Feinde abzuwehren, welche dabei den Tod finden.
Eine Expedition nach Potosí mit dem Ziel eines Angriffs auf die dortige Silbermine wird geplant und ausgeführt, wobei die Seewölfe, verstärkt durch weitere Angehörige des Bundes der Korsaren, über den Landweg Panama überqueren und auf der Pazifikseite zwei geeignete Schiffe kapern. Das Unternehmen gelingt zwar, endet aber tragisch für Hasard, da seine Tochter Araua von einem Pfeil getötet wird. Wieder zurück in der Karibik, folgt der nächste Schicksalsschlag: Bei einem Vulkanausbruch versinkt die Schlangeninsel im Meer. Alle Araukaner und Timucuas sterben und einige Schiffe wie auch die gesamte Schatzbeute gehen verloren. Durch glückliche Zufälle waren Arne von Manteufel mit seiner „Wappen von Kolberg“ sowie Siri-Tong und Thorfin Njal mit der "Caribbean Queen" gerade unterwegs, so dass sie die Katastrophe überleben. Dies gilt auch für Jerry Reeves und die Galeone der Seewölfe, die Isabella IX, sowie Old O'Flynn und seine Empress of Sea II.
Der Bund der Korsaren beschließt einen Neuanfang auf einer zu den Bahamas gehörenden Insel und richtet dort einen neuen Stützpunkt ein. Angriffe der Spanier werden abgewehrt und auch wieder Schatzschiffe gekapert. Konflikte mit anderen Piraten können die Korsaren ebenfalls für sich entscheiden, und der neue Stützpunkt wächst und gedeiht. Don Juan de Alcazar wird aus Gefangenschaft in der Vorpiek eines spanischen Schiffes befreit, und er schließt sich dem Bund der Korsaren an.
Don Antonio de Quintanilla, der korrupte Gouverneur Havannas, der sich auf dem Weg nach Spanien befand, um dort zum Vizekönig für einen Teil der spanischen Besitzungen in der neuen Welt ernannt zu werden, gerät in die Gefangenschaft des Bundes der Korsaren. Entgegen ursprünglichen Forderungen einiger Mitglieder – namentlich des Wikingers Torfin Nijal und Juan de Alcazars – wird er aber nicht hingerichtet, sondern soll im Stützpunkt körperliche Arbeit verrichten, um ihn zu „läutern“. In Havanna ergreift de Escobedo, vormals verbrecherischer Hafenkapitän, die Macht, und regiert als Gouverneur von eigenen Gnaden noch schlimmer als Quintanilla. Als er versucht, einen Schatzhort, den Quintanilla während seiner Zeit als Gouverneur versteckt hatte, auszuheben, wird er von einem spanischen Kapitän unter Arrest gestellt, und in Havanna inhaftiert. Die Seewölfe bergen den Schatz. In der Folge müssen sie sich mit einem starrsinnigen spanischen Generalkapitän sowie englischen Piraten unter dem Kommando One Eye Doolins, der Bergungsversuche am ehemaligen Ort der Schlangeninsel unternimmt, herumschlagen. Letzteres wird vom Seewolf und seinen Kampfgefährten als Grabschändung angesehen, und dementsprechend vehement bekämpft. Anschließend bekommen es die Seewölfe in unmittelbarer Nachbarschaft ihres neuen Stützpunktes mit einer Sekte pseudo-puritanischer Fanatiker, die aus England ausgewandert sind, zu tun, die nach blutiger Auseinandersetzung vertrieben wird.
In Havanna bricht inzwischen ohne Gouverneur ein allgemeines Chaos aus, als der Pöbel aus dem Hafenviertel plündernd und mordend das Regiment übernimmt. Die Situation verschlimmert sich sogar noch, als de Escobedo aus dem Kerker entkommt, und sich an die Spitze des Aufruhrs setzt. Um seinen Vetter Arne, der mit seinem Kontor in Havanna inmitten des Chaos sitzt und die unschuldige Zivilbevölkerung der Stadt zu schützen, greifen Hassard und seine Seewölfe ein, und helfen den wenigen anständigen spanischen Offizieren, die verzweifelt den Gouverneurspalast verteidigen. Nach dem de Escobedo und ein weiterer Rädelsführer gehenkt sind, stoßen die Seewölfe zufällig auf den korsischen Piraten de la Rocca – genannt der Perlenwolf – und nehmen ihm mit List ein Buch ab, in dem er die Verstecke seiner geraubten Perlen verzeichnet hat. Während de la Rocca und seine Mannschaft, die der Korse betrügen wollte, im Hurrikan umkommen, bergen die Seewölfe die an einer Vielzahl von Punkten in der Karibik vergrabenen Perlen.
Im Jahr 1595 trifft Daniel O’Flynn mit der kleinen Karavelle "Empress of Sea" unerwartet auf eine große englische Flotte unter John Hawkins und Francis Drake. Wieder kommt es zu Konflikten mit Drake, die auf den vor Jahrzehnten begonnenen Streit zurückgehen, und Drake ignoriert alle Versuche, ihn vor der spanischen Aufrüstung in den Kolonien zu warnen. Der englische Angriff auf Puerto Rico scheitert unter großen Verlusten, und auch Drake stirbt schließlich an einer Krankheit.
Die Seewölfe haben den Eindruck, dass der Bund der Korsaren sich neue Waffen beschaffen muss, um gegen die Spanier bestehen zu können. Es wird beschlossen, eine Expedition nach China durchzuführen, um dort Brandsätze zu erwerben. Die Crew der Isabella IX bricht, verstärkt um den Spanier Don Juan de Alcazar, auf dem Landweg auf und erreicht die Pazifikküste. Dort wird die Galeone "Santa Barbera" gekapert und ihr neues Expeditionsschiff.
Es gelingt nach diversen Kämpfen, China zu erreichen und Brandsätze zu kaufen. Anschließend tritt man die Heimreise durch den Indischen Ozean an. In einem arabischen Hafen erhält der Seewolf Hinweise auf eine befahrbare Passage durch den Persischen Golf, die in das Mittelmeer oder Schwarze Meer führen soll. Die Crew ändert die Route und gelangt auf dem Tigris bis nach Bagdad. Hinter Bagdad geht jedoch die Santa Barbera bei einem Unwetter verloren, und man reist mit Flussbooten weiter. Schließlich müssen die Seewölfe erkennen, dass sie wieder einmal getäuscht wurden – es gibt keinen Seeweg nach Norden.
Auf dem Landweg schlägt sich die Mannschaft zum Schwarzen Meer durch und kapert eine Dubas, ein kleines Segelschiff. Nach Zwischenstation in Istanbul gelingt es, arabischen Piraten eine Schebecke abzunehmen. Über Venedig und weitere Häfen Italiens geht es in das westliche Mittelmeer, wo man vom Tod Philipps II. von Spanien erfährt. Um in England angemessen zu erscheinen, kapern die Seewölfe ein spanisches Schatzschiff. Nach diversen Angriffen erreicht man sicher London, wo die Königen sich hocherfreut zeigt, Hasard wiederzusehen, und auch die Schatzbeute gerne entgegennimmt. Es gibt allerdings erneut Auseinandersetzungen mit korrupten Adligen und anderen Würdenträgern.
Die Königin bittet den Seewolf, einen kleinen Konvoi von Auswanderern nach Nordamerika zu geleiten. Eine Gruppe von "Gentleman-Abenteurern" segelt mit dubiosen Absichten im Geleitzug mit, und es kommt zu einer Reihe von Intrigen und Auseinandersetzungen, da auch einzelne Kapitäne der Auswandererschiffe ihre eigenen Interessen verfolgen. Widrige Winde halten die Schiffe auf, es gibt Seuchen und Hunger an Bord. Eines der Schiffe sinkt sogar, doch können die meisten Auswanderer gerettet werden. Schließlich wird die nordamerikanische Küste erreicht, doch für die Auswanderer sind die Bewährungsproben noch nicht vorbei, kommt es doch noch zu Konflikten mit den dort lebenden Indianern.
Die Seewölfe segeln nach erfülltem Auftrag in ihre karibische Heimat weiter. Es kommt zu neuen Auseinandersetzungen mit Piraten und dubiosen Geschäftemachern, bevor Hasard seinen bisher größten Fischzug durchführt: Die Kaperung eines ganzen Konvois aus spanischen Schatzschiffen. Die Seewölfe führen die Galeonen bis nach England, um sie der Königin als Geschenk zu übergeben. Unterwegs kommt es immer wieder zu Kämpfen mit spanischen Schiffen wie auch mit Piraten, und es gibt auch erneut Auseinandersetzungen mit gierigen englischen Adligen.
Eine neue Mission der englischen Königin führt Hasard und seine Crew mit ihrer Schebecke nach Indien, um dort Handelskontakte zu knüpfen. Nach einigen Erlebnissen erreichen die Seewölfe dieses fremde, geheimnisvolle Land. Auch hier kommt es zu zahlreichen Abenteuern. Unter anderem ergibt sich ein Konflikt mit der adligen Führung eines großen englischen Kriegsschiffs, das ebenfalls in die indischen Gewässer entsandt wurde.
Durch eine Intrige werden die Seewölfe gefangen genommen und zur Zwangsarbeit verurteilt, können sich aber wieder befreien. Schließlich segeln sie weiter in Richtung der Inselwelt Indonesiens. Während des Heimwegs über den Pazifik stoßen sie auf die berühmte Manilagaleone, die sie während ihrer ersten Weltumseglung schon einmal gekapert hatten, und beginnen die Jagd auf dieses Schatzschiff.
Zwischen den Abenteuern in Indien und der Schilderung der folgende Heimreise via Indonesien und Pazifik sind immer wieder Einzelromane eingestreut, die die Erlebnisse der in der Karibik zurückgebliebenen Mitglieder des Bundes der Korsaren schildern, die sich dort mit undankbaren englischen Schiffbrüchigen, Spaniern und rivalisierenden Piraten herumschlagen müssen.

## Autoren
Autoren der Serie waren:
| Pseudonym         | wirklicher Name       | Titelzahl |
| ----------------- | --------------------- | --------- |
| Sean Beaufort     | Hanns Kneifel         | 044       |
| John Brix         | Jonas Brix            | 002       |
| Cliff Carpenter   | ???                   | 001       |
| John Roscoe Craig | Rainer Delfs          | 018       |
| John Curtis       | Hermann Werner Peters | 031       |
| Burt Frederick    | Horst Friedrichs      | 094       |
| William Garnett   | Hans Maeter           | 004       |
| Adam Hardy        | Kenneth Bulmer        | 011       |
| Davis J. Harbord  | Wilhelm Kopp          | 068       |
| Kevin Kelly       | Susanne Wiemer        | 027       |
| Ralph Malorny     | Gerhart Hartsch       | 001       |
| Fred McMason      | Manfred Wegener       | 172       |
| Frank Moorfield   | Heribert Bauer        | 039       |
| Jan J. Moreno     | Hubert Haensel        | 035       |
| Roy Palmer        | Holger Friedrichs     | 211       |
| Joe Vence         | Gisela Seeger-Ays     | 00 1      |

Die Umschlagbilder stammen zum größten Teil von Firuz Askin (411 Ausgaben). Die Titelbilder der ersten 11 Bände sind von Richard Clifton-Dey (Band 1–4, 11) und William Francis Phillipps (Band 5–10). Die Umschlagbilder der Ausgaben ab Band 529 sind von Kurt Maurmann.

## Titelliste
| Nr. | Autor             | Titel                                  | Datum      |
| --- | ----------------- | -------------------------------------- | ---------- |
| 001 | Adam Hardy        | Seiner Majestät Lieutenant             | 15.04.1975 |
| 002 | Adam Hardy        | Die Beutefregatte                      | 29.04.1975 |
| 003 | Adam Hardy        | Das Duell                              | 13.05.1975 |
| 004 | Adam Hardy        | Das Prisenschiff                       | 27.05.1975 |
| 005 | Adam Hardy        | Der spanische Dreidecker               | 10.06.1975 |
| 006 | Adam Hardy        | Kriegsgericht                          | 24.06.1975 |
| 007 | Adam Hardy        | Unter der Flagge des Admirals          | 08.07.1975 |
| 008 | Adam Hardy        | Landhaie und Teerjacken                | 22.07.1975 |
| 009 | Adam Hardy        | Streich die Flagge, Bastard!           | 05.08.1975 |
| 010 | Adam Hardy        | Der Brander                            | 19.08.1975 |
| 011 | Adam Hardy        | Volle Breitseite                       | 02.09.1975 |
| 012 | Davis J. Harbord  | Der Freibeuter aus Cornwall            | 16.09.1975 |
| 013 | Davis J. Harbord  | Schwarze Fracht                        | 30.09.1975 |
| 014 | John Roscoe Craig | Unter falscher Flagge                  | 14.10.1975 |
| 015 | John Roscoe Craig | Jagd durch die Biskaya                 | 28.10.1975 |
| 016 | John Curtis       | Duell in der Piratenbucht              | 11.11.1975 |
| 017 | Davis J. Harbord  | Feind im Dunkel                        | 25.11.1975 |
| 018 | John Curtis       | Küstenhaie                             | 09.12.1975 |
| 019 | John Roscoe Craig | An Irlands Küsten                      | 23.12.1975 |
| 020 | Davis J. Harbord  | In den Tod gehetzt                     | 06.01.1976 |
| 021 | John Roscoe Craig | Das Gefecht in der Dungarvanbai        | 20.01.1976 |
| 022 | William Garnett   | Im Kugelhagel                          | 03.02.1976 |
| 023 | Roy Palmer        | Kämpft, daß die Fetzen fliegen         | 17.02.1976 |
| 024 | John Curtis       | In der Falle der Spanier               | 02.03.1976 |
| 025 | William Garnett   | Die letzte Fahrt der „Isabella“        | 16.03.1976 |
| 026 | William Garnett   | Die Insel der Vögel                    | 30.03.1976 |
| 027 | John Curtis       | Männer in Ketten                       | 13.04.1976 |
| 028 | William Garnett   | Teufel an Bord                         | 27.04.1976 |
| 029 | Davis J. Harbord  | Blitzende Klingen                      | 11.05.1976 |
| 030 | John Roscoe Craig | Bordgericht                            | 25.05.1976 |
| 031 | John Curtis       | Kap der Dämonen                        | 08.06.1976 |
| 032 | John Roscoe Craig | Die Insel der Wilden                   | 22.06.1976 |
| 033 | John Curtis       | Kanonendonner in der Todesbucht        | 06.07.1976 |
| 034 | Joe Vence         | Der Überfall                           | 20.07.1976 |
| 035 | Roy Palmer        | Das Pulverschiff                       | 03.08.1976 |
| 036 | John Curtis       | Karibik-Piraten                        | 17.08.1976 |
| 037 | Roy Palmer        | Die Toteninsel                         | 31.08.1976 |
| 038 | John Roscoe Craig | Der Mann aus Eisen                     | 14.09.1976 |
| 039 | Roy Palmer        | Der Feuerspucker                       | 28.09.1976 |
| 040 | John Roscoe Craig | Das Geisterschiff                      | 12.10.1976 |
| 041 | Roy Palmer        | Die Hölle von Panama                   | 26.10.1976 |
| 042 | John Curtis       | Im Hagel der Breitseiten               | 09.11.1976 |
| 043 | John Curtis       | Hafenhyänen                            | 23.11.1976 |
| 044 | Roy Palmer        | Die Schatzgrotte                       | 07.12.1976 |
| 045 | John Curtis       | Feindliche Küste                       | 21.12.1976 |
| 046 | Davis J. Harbord  | Enterkommando                          | 04.01.1977 |
| 047 | Roy Palmer        | Der goldene Anker                      | 18.01.1977 |
| 048 | Roy Palmer        | Stürmische Karibik                     | 01.02.1977 |
| 049 | John Curtis       | Caligu, der Pirat                      | 15.02.1977 |
| 050 | Roy Palmer        | Die Falle im Riff                      | 01.03.1977 |
| 051 | John Curtis       | Mann über Bord!                        | 15.03.1977 |
| 052 | Roy Palmer        | Die Insel des Columbus                 | 29.03.1977 |
| 053 | John Roscoe Craig | Die Nacht der Haie                     | 12.04.1977 |
| 054 | Roy Palmer        | Der Schiffbrüchige                     | 19.04.1977 |
| 055 | John Curtis       | Ein Mann wird kielgeholt               | 26.04.1977 |
| 056 | Roy Palmer        | Der schwarze Tag der „Isabella“        | 03.05.1977 |
| 057 | Roy Palmer        | Nachtgefecht                           | 10.05.1977 |
| 058 | Fred McMason      | Drei irische Freibeuter                | 17.05.1977 |
| 059 | Burt Frederick    | Duell vor Cornwall                     | 24.05.1977 |
| 060 | Burt Frederick    | Der einsame Küstenwolf                 | 31.05.1977 |
| 061 | Fred McMason      | Strandräuber                           | 07.06.1977 |
| 062 | Roy Palmer        | Der Seewolf kehrt zurück               | 14.06.1977 |
| 063 | Roy Palmer        | Sturm über Arwenack-Castle             | 21.06.1977 |
| 064 | Fred McMason      | Flußpiraten                            | 28.06.1977 |
| 065 | Fred McMason      | Ein Anker für die Königin              | 05.07.1977 |
| 066 | Burt Frederick    | Das Geheimnis der Kogge                | 12.07.1977 |
| 067 | Roy Palmer        | Vor Topp und Takel                     | 19.07.1977 |
| 068 | Burt Frederick    | Exekution                              | 26.07.1977 |
| 069 | Roy Palmer        | Die Piratengaleere                     | 02.08.1977 |
| 070 | Roy Palmer        | Der Malteserritter                     | 09.08.1977 |
| 071 | John Curtis       | Rebellen zur See                       | 16.08.1977 |
| 072 | John Curtis       | Die Schergen der Königin               | 23.08.1977 |
| 073 | Fred McMason      | Feuer an Bord                          | 30.08.1977 |
| 074 | Fred McMason      | Im Meer der toten Seelen               | 06.09.1977 |
| 075 | Fred McMason      | Die Rote Korsarin                      | 13.09.1977 |
| 076 | John Curtis       | Abrechnung vor Tortugas Küsten         | 20.09.1977 |
| 077 | Roy Palmer        | Wölfe im Schafspelz                    | 27.09.1977 |
| 078 | Fred McMason      | Meuterei auf der Schlangeninsel        | 04.10.1977 |
| 079 | Davis J. Harbord  | Das Piratennest                        | 11.10.1977 |
| 080 | John Brix         | Jagd im Mittelmeer                     | 18.10.1977 |
| 081 | John Brix         | Der Hammerhai                          | 25.10.1977 |
| 082 | Fred McMason      | Der Malteserschatz                     | 01.11.1977 |
| 083 | Roy Palmer        | Durchbruch nach Malta                  | 08.11.1977 |
| 084 | Roy Palmer        | Die Piratenfalle                       | 15.11.1977 |
| 085 | Roy Palmer        | Im Feuerhagel von Gibraltar            | 22.11.1977 |
| 086 | Fred McMason      | Der Jonas                              | 29.11.1977 |
| 087 | Fred McMason      | Am Auge der Götter                     | 06.12.1977 |
| 088 | Roy Palmer        | Das Totenschiff                        | 13.02.1977 |
| 089 | Kelly Kevin       | Tödlicher Zauber                       | 20.12.1977 |
| 090 | Roy Palmer        | Auf Kaperfahrt                         | 27.12.1977 |
| 091 | Fred McMason      | Die Bucht der Menschenfresser          | 03.01.1978 |
| 092 | Fred McMason      | Das Höllenriff                         | 10.01.1978 |
| 093 | Fred McMason      | Das Vermächtnis des toten Kapitäns     | 17.01.1978 |
| 094 | Roy Palmer        | Gefangene der Teufelsinsel             | 24.01.1978 |
| 095 | Cliff Carpenter   | In der Fieberhölle von Guyana          | 31.01.1978 |
| 096 | Kelly Kevin       | Stunde der Vergeltung                  | 07.02.1978 |
| 097 | Roy Palmer        | Die Krokodilmänner                     | 14.02.1978 |
| 098 | Roy Palmer        | Der Weg nach Eldorado                  | 21.02.1978 |
| 099 | Roy Palmer        | Inkagold                               | 28.02.1978 |
| 100 | Fred McMason      | Das Drachenschiff                      | 07.03.1978 |
| 101 | Fred McMason      | Die versunkene Stadt                   | 14.03.1978 |
| 102 | Roy Palmer        | Gestrandet vor Bahia                   | 21.03.1978 |
| 103 | Roy Palmer        | Im Treibsand gefangen                  | 28.03.1978 |
| 104 | Fred McMason      | Rebellion am Silberstrand              | 04.04.1978 |
| 105 | Roy Palmer        | Giganten der Tiefsee                   | 11.04.1978 |
| 106 | Roy Palmer        | Der Feuersee                           | 18.04.1978 |
| 107 | Fred McMason      | Am Kap der Stürme                      | 25.04.1978 |
| 108 | Fred McMason      | Im Packeis gefangen                    | 02.05.1978 |
| 109 | John Curtis       | Arkana, die Schlangenpriesterin        | 09.05.1978 |
| 110 | Kelly Kevin       | Die Insel der steinernen Riesen        | 16.05.1978 |
| 111 | Kelly Kevin       | Der Fluch des toten Spaniers           | 23.05.1978 |
| 112 | Kelly Kevin       | Die Galgenbucht                        | 30.05.1978 |
| 113 | Roy Palmer        | Das Eiland der Drachen                 | 06.06.1978 |
| 114 | Roy Palmer        | Tötet den Seewolf!                     | 13.06.1978 |
| 115 | Roy Palmer        | Das Duell                              | 20.06.1978 |
| 116 | Kelly Kevin       | Piraten der Südsee                     | 27.06.1978 |
| 117 | Kelly Kevin       | Die Irrfahrt der "Isabella"            | 04.07.1978 |
| 118 | Kelly Kevin       | Der Schatz der Maya                    | 11.07.1978 |
| 119 | Roy Palmer        | Die Manila-Galeone                     | 18.07.1978 |
| 120 | Roy Palmer        | Die Diebesinseln                       | 25.07.1978 |
| 121 | Fred McMason      | Auf fremden Meeren                     | 01.08.1978 |
| 122 | Fred McMason      | Schrecken der Teufelssee               | 08.08.1978 |
| 123 | Roy Palmer        | Pest an Bord                           | 15.08.1978 |
| 124 | Roy Palmer        | Geschanghait                           | 22.08.1978 |
| 125 | Fred McMason      | Die Flußbraut                          | 29.08.1978 |
| 126 | Fred McMason      | Im Reich des Drachen                   | 05.09.1978 |
| 127 | Roy Palmer        | Das Schwert des Henkers                | 12.09.1978 |
| 128 | Fred McMason      | Piratenjagd                            | 19.09.1978 |
| 129 | Roy Palmer        | Die Geißel des Gelben Meeres           | 26.09.1978 |
| 130 | Roy Palmer        | Die verbotene Stadt                    | 03.10.1978 |
| 131 | Roy Palmer        | Das Gesetz des Großen Chan             | 10.10.1978 |
| 132 | Fred McMason      | Klar zum Entern!                       | 17.10.1978 |
| 133 | Fred McMason      | Chinesische Rache                      | 24.10.1978 |
| 134 | Roy Palmer        | Der Mönch von Formosa                  | 31.10.1978 |
| 135 | Roy Palmer        | Im Taifun                              | 07.11.1978 |
| 136 | Fred McMason      | Unter Kopfjägern                       | 14.11.1978 |
| 137 | Roy Palmer        | Der Tiger von Malakka                  | 21.11.1978 |
| 138 | Roy Palmer        | Der Schatz in der Bengkalis-Bucht      | 28.11.1978 |
| 139 | Fred McMason      | Wenn die Ratten von Bord gehen...      | 05.12.1978 |
| 140 | Fred McMason      | Das Atoll des Grauens                  | 12.12.1978 |
| 141 | Roy Palmer        | In den Kalmen gefangen                 | 19.12.1978 |
| 142 | Fred McMason      | Das Sklavenschiff                      | 25.12.1978 |
| 143 | Roy Palmer        | Vor Afrikas Küsten                     | 02.01.1979 |
| 144 | Fred McMason      | Wilder Atlantik                        | 09.01.1979 |
| 145 | Roy Palmer        | Im Land der Buschmänner                | 16.01.1979 |
| 146 | Roy Palmer        | Angriff bei Nacht                      | 23.01.1979 |
| 147 | Roy Palmer        | In die Falle gelaufen                  | 30.01.1979 |
| 148 | Fred McMason      | Piratengold                            | 06.02.1979 |
| 149 | Kelly Kevin       | Der Sohn der Wüste                     | 13.02.1979 |
| 150 | Davis J. Harbord  | Zwischenfall in Tanger                 | 20.02.1979 |
| 151 | Fred McMason      | Überlistet                             | 27.02.1979 |
| 152 | Roy Palmer        | Nacht der Entscheidung                 | 06.03.1979 |
| 153 | Roy Palmer        | Die Galeone des Admirals               | 13.03.1979 |
| 154 | John Curtis       | Gekentert                              | 20.03.1979 |
| 155 | Fred McMason      | Überfall auf Cadiz                     | 27.03.1979 |
| 156 | Davis J. Harbord  | Azoren-Beute                           | 03.04.1979 |
| 157 | Roy Palmer        | Nordwärts                              | 10.04.1979 |
| 158 | Roy Palmer        | Erbarmungslose Jagd                    | 17.04.1979 |
| 159 | Kelly Kevin       | Vagabunden zur See                     | 24.04.1979 |
| 160 | Kelly Kevin       | Das Rebellen-Nest                      | 01.05.1979 |
| 161 | Kelly Kevin       | Sturm über Bilbao                      | 08.05.1979 |
| 162 | Burt Frederick    | Seemannsgrab                           | 15.05.1979 |
| 163 | Roy Palmer        | Der Hinterhalt                         | 22.05.1979 |
| 164 | Fred McMason      | Teufelskerle                           | 29.05.1979 |
| 165 | Roy Palmer        | Der geheimnisvolle Fremde              | 05.06.1979 |
| 166 | Kelly Kevin       | Hafenratten                            | 12.06.1979 |
| 167 | Kelly Kevin       | Die Falle von Wight                    | 19.06.1979 |
| 168 | Roy Palmer        | Das Zweite Gesicht des Old O'Flynn     | 26.06.1979 |
| 169 | Burt Frederick    | Der Gaukler von Saint Mary             | 03.07.1979 |
| 170 | Davis J. Harbord  | Der Ritterschlag                       | 10.07.1979 |
| 171 | Davis J. Harbord  | Feind in Sicht                         | 17.07.1979 |
| 172 | Fred McMason      | Die Höllenschiffe                      | 24.07.1979 |
| 173 | John Curtis       | Nordsee – Mordsee                      | 31.07.1979 |
| 174 | Kelly Kevin       | Riffpiraten                            | 07.08.1979 |
| 175 | Roy Palmer        | …und hatten den Tod an Bord            | 14.08.1979 |
| 176 | Burt Frederick    | Der Sieger                             | 21.08.1979 |
| 177 | Davis J. Harbord  | Revanche vor Plymouth                  | 28.08.1979 |
| 178 | Roy Palmer        | Die Kanonen von São Miguel             | 04.09.1979 |
| 179 | Fred McMason      | Kurs auf die Schlangeninsel            | 11.09.1979 |
| 180 | John Curtis       | Die Bruderschaft der Freibeuter        | 18.09.1979 |
| 181 | Kelly Kevin       | Unter Schwarzer Flagge                 | 25.09.1979 |
| 182 | Kelly Kevin       | Die Galeone der Toten                  | 02.10.1979 |
| 183 | Roy Palmer        | Die Flaschenpost                       | 09.10.1979 |
| 184 | John Curtis       | Windstärke 12                          | 16.10.1979 |
| 185 | Burt Frederick    | Die Bucht der Häuptlinge               | 23.10.1979 |
| 186 | Fred McMason      | Im Eismeer verschollen                 | 30.10.1979 |
| 187 | Fred McMason      | Der Kampf mit dem Wal                  | 06.11.1979 |
| 188 | Roy Palmer        | Nanoq, der Eisbär                      | 13.11.1979 |
| 189 | Roy Palmer        | Die Jäger von Thule                    | 20.11.1979 |
| 190 | Roy Palmer        | Die Nordwest-Passage                   | 27.11.1979 |
| 191 | Kelly Kevin       | Der Schiffbruch                        | 04.12.1979 |
| 192 | Kelly Kevin       | Die Mörderwale                         | 11.12.1979 |
| 193 | Fred McMason      | Im Land der Nordmänner                 | 18.12.1979 |
| 194 | Fred McMason      | Die Insel der sieben Augen             | 25.12.1979 |
| 195 | Roy Palmer        | Im Meer der Ruhe                       | 01.01.1980 |
| 196 | Burt Frederick    | Die Perlenfischer                      | 08.01.1980 |
| 197 | Roy Palmer        | Die Teufelslagune                      | 15.01.1980 |
| 198 | Fred McMason      | Die Todesfahrt der „Kap Hoorn“         | 22.01.1980 |
| 199 | Roy Palmer        | Gefangen auf Rarotonga                 | 29.01.1980 |
| 200 | John Curtis       | Der Weiße Gott von Bora Bora           | 05.02.1980 |
| 201 | Roy Palmer        | Das Logbuch des Satans                 | 12.02.1980 |
| 202 | Roy Palmer        | Im Passatwind                          | 19.02.1980 |
| 203 | Roy Palmer        | Die Brandungswelle                     | 26.02.1980 |
| 204 | Kelly Kevin       | Nuami, Perle der Südsee                | 04.03.1980 |
| 205 | Fred McMason      | Die Lepra-Inseln                       | 11.03.1980 |
| 206 | Kelly Kevin       | Im Golf von Papua                      | 18.03.1980 |
| 207 | Fred McMason      | Das Große Barriere-Riff                | 25.03.1980 |
| 208 | Burt Frederick    | Der rätselhafte Kontinent              | 01.04.1980 |
| 209 | Roy Palmer        | Im Land der Geysire                    | 08.04.1980 |
| 210 | Roy Palmer        | Nächtlicher Überfall                   | 15.04.1980 |
| 211 | Roy Palmer        | Die Insel Tabu                         | 22.04.1980 |
| 212 | Fred McMason      | Der Schwarze Pirat                     | 29.04.1980 |
| 213 | Kelly Kevin       | Der Herr der Inseln                    | 06.05.1980 |
| 214 | Kelly Kevin       | Der Verdammte der Meere                | 13.05.1980 |
| 215 | Fred McMason      | Totentanz auf Bali                     | 20.05.1980 |
| 216 | Davis J. Harbord  | Die Insel der Feuerberge               | 27.05.1980 |
| 217 | Burt Frederick    | Kapitän Einauge                        | 03.06.1980 |
| 218 | Roy Palmer        | Der Kettensträfling                    | 10.06.1980 |
| 219 | Roy Palmer        | Der Seelenverkäufer                    | 17.06.1980 |
| 220 | Fred McMason      | Verbannt nach Yao Yai                  | 24.06.1980 |
| 221 | Roy Palmer        | Unter Quarantäne                       | 01.07.1980 |
| 222 | Kelly Kevin       | Die Odyssee der Isabella               | 08.07.1980 |
| 223 | Kelly Kevin       | Die Schwarze Pagode                    | 15.07.1980 |
| 224 | John Curtis       | Im Reich der Indras                    | 22.07.1980 |
| 225 | Roy Palmer        | Chandras Rache                         | 29.07.1980 |
| 226 | Roy Palmer        | Die Mumie von Gudur                    | 05.08.1980 |
| 227 | Burt Frederick    | Der König von Ceylon                   | 12.08.1980 |
| 228 | Fred McMason      | Das Geheimnis der Seekarte             | 19.08.1980 |
| 229 | Fred McMason      | Ein Grab im Ozean                      | 26.08.1980 |
| 230 | Ralph Malorny     | Auf großer Fahrt                       | 02.09.1980 |
| 231 | Roy Palmer        | Die Inseln Tristan da Cunhas           | 09.09.1980 |
| 232 | Roy Palmer        | Die Kolonisten                         | 16.09.1980 |
| 233 | Kelly Kevin       | Am Schwarzen Riff                      | 23.09.1980 |
| 234 | Kelly Kevin       | Die Amazonen von Parnaibo              | 30.09.1980 |
| 235 | Frank Moorfield   | Das Wrack von Icoraci                  | 07.10.1980 |
| 236 | Roy Palmer        | Archipel der braunen Teufel            | 14.10.1980 |
| 237 | Burt Frederick    | Das Schiff vom Drachensund             | 21.10.1980 |
| 238 | Roy Palmer        | Der Untergang der „Novara“             | 28.10.1980 |
| 239 | John Roscoe Craig | Karibik-Haie                           | 04.11.1980 |
| 240 | John Roscoe Craig | Angriff auf die Silberflotte           | 11.11.1980 |
| 241 | Fred McMason      | Der Herrscher von Tortuga              | 18.11.1980 |
| 242 | Fred McMason      | In Eisen gelegt                        | 25.11.1980 |
| 243 | John Curtis       | Überfall auf die Schlangeninsel        | 02.12.1980 |
| 244 | John Curtis       | Die List der Schlangenpriesterin       | 09.12.1980 |
| 245 | John Roscoe Craig | Die Schlacht bei den Caicos-Inseln     | 16.12.1980 |
| 246 | Roy Palmer        | Kurs Atlantik                          | 23.12.1980 |
| 247 | Burt Frederick    | Die Zitadelle der Freibeuter           | 30.12.1980 |
| 248 | Roy Palmer        | Die Säulen des Herkules                | 06.01.1981 |
| 249 | Roy Palmer        | Am Kap der Hölle                       | 13.01.1981 |
| 250 | John Roscoe Craig | Der Eisenfresser                       | 20.01.1981 |
| 251 | Frank Moorfield   | Todesschatten am Horizont              | 27.01.1981 |
| 252 | Roy Palmer        | Toskanische Strandteufel               | 03.02.1981 |
| 253 | Burt Frederick    | Der Piratenkönig von Neapel            | 10.02.1981 |
| 254 | John Roscoe Craig | Die Bucht der Banditen                 | 17.02.1981 |
| 255 | Fred McMason      | Der Stier von Kreta                    | 24.02.1981 |
| 256 | Roy Palmer        | Selim, der Seeräuber                   | 03.03.1981 |
| 257 | Frank Moorfield   | Die Nacht der Derwische                | 10.03.1981 |
| 258 | Roy Palmer        | Todeskurs nach Zypern                  | 17.03.1981 |
| 259 | Fred McMason      | Das Geheimnis des Delphins             | 24.03.1981 |
| 260 | Roy Palmer        | Menschenhaie                           | 31.03.1981 |
| 261 | Fred McMason      | In die Falle gelockt                   | 07.04.1981 |
| 262 | Roy Palmer        | Angriff der Sarazenen                  | 14.04.1981 |
| 263 | Davis J. Harbord  | Im Land der Pharaonen                  | 21.04.1981 |
| 264 | Fred McMason      | Nilräuber                              | 28.04.1981 |
| 265 | Roy Palmer        | Der Pakt mit dem Scheitan              | 05.05.1981 |
| 266 | Fred McMason      | Die Legende von Abydos                 | 12.05.1981 |
| 267 | Davis J. Harbord  | Im Tal der Könige                      | 19.05.1981 |
| 268 | John Curtis       | Der Tempel der Isis                    | 26.05.1981 |
| 269 | Frank Moorfield   | In den Fesseln von Assuan              | 02.06.1981 |
| 270 | John Roscoe Craig | Die Totenstadt                         | 09.06.1981 |
| 271 | Davis J. Harbord  | In den Fängen des Horus                | 16.06.1981 |
| 272 | Fred McMason      | Vorboten des Unheils                   | 23.06.1981 |
| 273 | Roy Palmer        | Im Kanal des Todes                     | 30.06.1981 |
| 274 | Fred McMason      | Das Ende der "Isabella VIII."          | 07.07.1981 |
| 275 | Roy Palmer        | Den Tod vor Augen                      | 14.07.1981 |
| 276 | John Roscoe Craig | Von den Spaniern gejagt                | 21.07.1981 |
| 277 | Frank Moorfield   | Das Wrack der "San Marco"              | 28.07.1981 |
| 278 | Roy Palmer        | Aufs Kreuz gelegt                      | 04.08.1981 |
| 279 | Fred McMason      | Der letzte Mann der "Arethusa"         | 11.08.1981 |
| 280 | Frank Moorfield   | Auf gefährlichem Kurs                  | 18.08.1981 |
| 281 | Roy Palmer        | Westlich von Sizilien                  | 25.08.1981 |
| 282 | Fred McMason      | Kriegslist in Sardinien                | 01.09.1981 |
| 283 | Roy Palmer        | Kurs auf Gibraltar                     | 08.09.1981 |
| 284 | Fred McMason      | Gejagt von Uluch Ali                   | 15.09.1981 |
| 285 | Davis J. Harbord  | Vom Sturm verweht                      | 22.09.1981 |
| 286 | Davis J. Harbord  | Zwischenspiel in Cadiz                 | 29.09.1981 |
| 287 | John Curtis       | Aufbruch der Wikinger                  | 06.10.1981 |
| 288 | Roy Palmer        | Im Kerker von Galway                   | 13.10.1981 |
| 289 | Roy Palmer        | Der Raub der Irin                      | 20.10.1981 |
| 290 | Burt Frederick    | Im Land der Rebellen                   | 27.10.1981 |
| 291 | Roy Palmer        | In den Fängen des Lords                | 03.11.1981 |
| 292 | Roy Palmer        | Der Schatz der Spanier                 | 10.11.1981 |
| 293 | Fred McMason      | Treffpunkt "Bloody Mary"               | 17.11.1981 |
| 294 | Frank Moorfield   | Auf Kiel gelegt                        | 24.11.1981 |
| 295 | Davis J. Harbord  | Folgenschwerer Irrtum                  | 01.12.1981 |
| 296 | Davis J. Harbord  | Im Auftrag der Königin                 | 08.12.1981 |
| 297 | Roy Palmer        | Die List des Seewolfs                  | 15.12.1981 |
| 298 | John Roscoe Craig | Crew des Teufels                       | 22.12.1981 |
| 299 | John Roscoe Craig | Hugenottenrache                        | 29.12.1981 |
| 300 | Roy Palmer        | Der Bucklige von Quimper               | 05.01.1982 |
| 301 | Davis J. Harbord  | Der Gegenspieler                       | 12.01.1982 |
| 302 | Frank Moorfield   | Ein Schlag ins Wasser                  | 19.01.1982 |
| 303 | Fred McMason      | In der Hand des Feindes                | 26.01.1982 |
| 304 | Frank Moorfield   | Die Wikinger greifen an                | 02.02.1982 |
| 305 | Roy Palmer        | Die Satansbrut                         | 09.02.1982 |
| 306 | Davis J. Harbord  | Auf Leben und Tod                      | 16.02.1982 |
| 307 | Frank Moorfield   | Kurs ins Ungewisse                     | 23.02.1982 |
| 308 | Roy Palmer        | Jagd auf Hoher See                     | 02.03.1982 |
| 309 | Burt Frederick    | Gnadenlose Jagd                        | 09.03.1982 |
| 310 | Fred McMason      | Stunde der Abrechnung                  | 16.03.1982 |
| 311 | Davis J. Harbord  | Todfeinde                              | 23.03.1982 |
| 312 | Roy Palmer        | Siegreiche Rückkehr                    | 30.03.1982 |
| 313 | John Curtis       | Die Rache der Roten Korsarin           | 06.04.1982 |
| 314 | Fred McMason      | Der Stapellauf                         | 13.04.1982 |
| 315 | Fred McMason      | Die Jungfernfahrt                      | 20.04.1982 |
| 316 | Roy Palmer        | Die Friesenfalle                       | 27.04.1982 |
| 317 | Roy Palmer        | Mit versiegelter Order                 | 04.05.1982 |
| 318 | Frank Moorfield   | Die Piraten vom Öresund                | 11.05.1982 |
| 319 | Fred McMason      | Hafenballade                           | 18.05.1982 |
| 320 | Burt Frederick    | Das Gold der Ostsee                    | 25.05.1982 |
| 321 | Roy Palmer        | Feuer im Schiff!                       | 01.06.1982 |
| 322 | Fred McMason      | Die Furchtlosen                        | 08.06.1982 |
| 323 | Roy Palmer        | Der Runenstein                         | 15.06.1982 |
| 324 | Frank Moorfield   | Brander im Angriff                     | 22.06.1982 |
| 325 | Burt Frederick    | Der Bordhund                           | 29.06.1982 |
| 326 | Roy Palmer        | Die Feuerteufel                        | 06.07.1982 |
| 327 | Roy Palmer        | Die Rächer von Abo                     | 13.07.1982 |
| 328 | Fred McMason      | Kampf um Kotka                         | 20.07.1982 |
| 329 | Burt Frederick    | Duell auf hoher See                    | 27.07.1982 |
| 330 | Frank Moorfield   | Treibjagd                              | 03.08.1982 |
| 331 | Fred McMason      | Der Bulle von Wiborg                   | 10.08.1982 |
| 332 | Roy Palmer        | In der Bucht von Narwa                 | 17.08.1982 |
| 333 | Roy Palmer        | Der Bootsmann der „Wappen von Kolberg“ | 24.08.1982 |
| 334 | Burt Frederick    | Eisengewitter                          | 31.08.1982 |
| 335 | Frank Moorfield   | An der Bernsteinküste                  | 07.09.1982 |
| 336 | Fred McMason      | Zwischenfall um Mitternacht            | 14.09.1982 |
| 337 | Roy Palmer        | Meuchelmord                            | 21.09.1982 |
| 338 | Burt Frederick    | Ehrenhändel                            | 28.09.1982 |
| 339 | Davis J. Harbord  | Dem Norden entgegen                    | 05.10.1982 |
| 340 | Davis J. Harbord  | Das Thule des Wikingers                | 12.10.1982 |
| 341 | Roy Palmer        | Auf den Klippen der Rockall-Bank       | 19.10.1982 |
| 342 | Burt Frederick    | Überfall auf Rame Head                 | 26.10.1982 |
| 343 | John Curtis       | Das Ultimatum der Roten Korsarin       | 02.11.1982 |
| 344 | Burt Frederick    | Aufbruch in die Karibik                | 09.11.1982 |
| 345 | Roy Palmer        | Der Fangschuß                          | 16.11.1982 |
| 346 | Burt Frederick    | Gefangen auf Flores                    | 23.11.1982 |
| 347 | Frank Moorfield   | Die Überlebenden der "San Mateo"       | 30.11.1982 |
| 348 | Davis J. Harbord  | Das Ende der "Vencedor"                | 07.12.1982 |
| 349 | Fred McMason      | Korsaren der Karibik                   | 14.12.1982 |
| 350 | Roy Palmer        | Angriff auf Fort St. Augustine         | 21.12.1982 |
| 351 | Roy Palmer        | Sumpffieber                            | 28.12.1982 |
| 352 | Burt Frederick    | Vor Floridas Küsten                    | 04.01.1983 |
| 353 | John Curtis       | Der Haß der Seminolen                  | 11.01.1983 |
| 354 | Roy Palmer        | Das Piratennest                        | 18.01.1983 |
| 355 | Roy Palmer        | Der Seewolf greift ein                 | 25.01.1983 |
| 356 | John Curtis       | Der Fluch des Schlangengottes          | 01.02.1983 |
| 357 | Davis J. Harbord  | Der Kampf der Timucuas                 | 08.02.1983 |
| 358 | Burt Frederick    | Die Todesfalle                         | 15.02.1983 |
| 359 | Frank Moorfield   | Der Feind aus dem Bayou                | 22.02.1983 |
| 360 | Davis J. Harbord  | Im Mississippi-Delta                   | 01.03.1983 |
| 361 | Fred McMason      | Der Kampf um Tortuga                   | 08.03.1983 |
| 362 | Frank Moorfield   | Goldrausch                             | 15.03.1983 |
| 363 | Davis J. Harbord  | Rächer der Spanischen Krone            | 22.03.1983 |
| 364 | Burt Frederick    | Der Hurrikan                           | 29.03.1983 |
| 365 | Roy Palmer        | Das Grab am Rio Grande                 | 05.04.1983 |
| 366 | Fred McMason      | Jean Ribault, der Rächer               | 12.04.1983 |
| 367 | Davis J. Harbord  | Die Goldmine von Vera Cruz             | 19.04.1983 |
| 368 | Burt Frederick    | Im Golf von Mexiko                     | 26.04.1983 |
| 369 | Roy Palmer        | Dem Tode entronnen                     | 03.05.1983 |
| 370 | Davis J. Harbord  | Das Ende Mardengos                     | 10.05.1983 |
| 371 | Frank Moorfield   | Aufbruch nach Coral Island             | 17.05.1983 |
| 372 | Burt Frederick    | Der Teufelspakt der Meuterer           | 24.05.1983 |
| 373 | Roy Palmer        | Die Mordküste von Honduras             | 31.05.1983 |
| 374 | Roy Palmer        | Überfall auf El Triunfo                | 07.06.1983 |
| 375 | Roy Palmer        | Die Schlacht um Gran Cayman            | 14.06.1983 |
| 376 | Frank Moorfield   | Die Galeone der Frauen                 | 21.06.1983 |
| 377 | Roy Palmer        | Kanonendonner vor Tortuga              | 28.06.1983 |
| 378 | Roy Palmer        | Die Totenrutsche                       | 05.07.1983 |
| 379 | Roy Palmer        | Rivalen auf Leben und Tod              | 12.07.1983 |
| 380 | Burt Frederick    | El Tiburon, der Haitöter               | 19.07.1983 |
| 381 | Fred McMason      | Satans Totenkahn                       | 26.07.1983 |
| 382 | Davis J. Harbord  | Der Mann in Havanna                    | 02.08.1983 |
| 383 | Roy Palmer        | Die Perlen-Galeone                     | 09.08.1983 |
| 384 | Fred McMason      | Die Brautfahrt des Old O'Flynn         | 16.08.1983 |
| 385 | Burt Frederick    | Schrecken der Küste                    | 23.08.1983 |
| 386 | Burt Frederick    | Die Nacht der langen Messer            | 30.08.1983 |
| 387 | Roy Palmer        | Auf Rammkurs                           | 06.09.1983 |
| 388 | Roy Palmer        | Das Silber des Teufels                 | 13.09.1983 |
| 389 | Roy Palmer        | Ein Mann wird ausgesetzt               | 20.09.1983 |
| 390 | Fred McMason      | In der Gewalt der Spanier              | 27.09.1983 |
| 391 | Burt Frederick    | Kämpft sie nieder                      | 04.10.1983 |
| 392 | Roy Palmer        | Feind im Visier                        | 11.10.1983 |
| 393 | Roy Palmer        | Das Duell auf Lobos Gay                | 18.10.1983 |
| 394 | Fred McMason      | Der Kämpfer                            | 25.10.1983 |
| 395 | Roy Palmer        | Die Flucht des Caligula                | 01.11.1983 |
| 396 | Frank Moorfield   | Meuterei auf der Caribian Queen        | 08.11.1983 |
| 397 | Burt Frederick    | Sturmfahrt nach Hispaniola             | 15.11.1983 |
| 398 | Roy Palmer        | Entscheidung bei Morgengrauen          | 22.11.1983 |
| 399 | Fred McMason      | Konvoi der Pulverschiffe               | 29.11.1983 |
| 400 | Davis J. Harbord  | Flagge der Freiheit                    | 06.12.1983 |
| 401 | Roy Palmer        | Im Sog des Sturmgotts                  | 13.12.1983 |
| 402 | Burt Frederick    | Die Geleitzugschlacht                  | 20.12.1983 |
| 403 | Fred McMason      | Jäger und Gejagte                      | 27.12.1983 |
| 404 | Roy Palmer        | Sklavenfracht für Spanien              | 03.01.1984 |
| 405 | Burt Frederick    | Sturm über den Bahamas                 | 10.01.1984 |
| 406 | Roy Palmer        | Der Schuldspruch                       | 17.01.1984 |
| 407 | Roy Palmer        | Die Schebecke aus Algier               | 24.01.1984 |
| 408 | Burt Frederick    | Der Haß der Black Queen                | 31.01.1984 |
| 409 | Frank Moorfield   | Die Schergen des Gouverneurs           | 07.02.1984 |
| 410 | Fred McMason      | Hexenjagd                              | 14.02.1984 |
| 411 | Roy Palmer        | Das Spiel der Füchse                   | 21.02.1984 |
| 412 | Frank Moorfield   | Auf Kriegsmarsch                       | 28.02.1984 |
| 413 | Burt Frederick    | Kampf im Dunkel                        | 06.03.1984 |
| 414 | Roy Palmer        | Ran an den Feind!                      | 13.03.1984 |
| 415 | Roy Palmer        | Den Spaniern entgegen                  | 20.03.1984 |
| 416 | Burt Frederick    | Im Tor zur Hölle                       | 27.03.1984 |
| 417 | Roy Palmer        | Inferno einer Nacht                    | 03.04.1984 |
| 418 | Burt Frederick    | Fahnenflucht                           | 10.04.1984 |
| 419 | Roy Palmer        | Zu zäh zum Sterben                     | 17.04.1984 |
| 420 | Roy Palmer        | Auf Hieb und Stich                     | 24.04.1984 |
| 421 | Frank Moorfield   | Kampf ohne Gnade                       | 01.05.1984 |
| 422 | Fred McMason      | Gefahr für den Schlangen-Tempel        | 08.05.1984 |
| 423 | Roy Palmer        | Entfesselte Karibik                    | 15.05.1984 |
| 424 | Roy Palmer        | Der Lockvogel                          | 22.05.1984 |
| 425 | Roy Palmer        | Der Coup des Caligula                  | 29.05.1984 |
| 426 | Roy Palmer        | Hexenkessel Havanna                    | 05.06.1984 |
| 427 | Roy Palmer        | Geusenblut                             | 12.06.1984 |
| 428 | Fred McMason      | Der Köder                              | 19.06.1984 |
| 429 | Roy Palmer        | Die Geisel                             | 26.06.1984 |
| 430 | Frank Moorfield   | Die Nacht des Siegers                  | 03.07.1984 |
| 431 | Fred McMason      | Alte Feinde                            | 10.07.1984 |
| 432 | Burt Frederick    | Sirenenklänge                          | 17.07.1984 |
| 433 | Roy Palmer        | Todesschatten                          | 24.07.1984 |
| 434 | Roy Palmer        | Die Rote Korsarin schlägt zu           | 31.07.1984 |
| 435 | Burt Frederick    | Eine Crew von Lumpen                   | 07.08.1984 |
| 436 | Roy Palmer        | Sir Johns Galgenvögel                  | 14.08.1984 |
| 437 | Frank Moorfield   | Eines Mannes Ehre                      | 21.08.1984 |
| 438 | Fred McMason      | Der Admiral                            | 28.08.1984 |
| 439 | Roy Palmer        | Schnapphähne im Kielwasser             | 04.09.1984 |
| 440 | Davis J. Harbord  | Die Affen-Galeone                      | 11.09.1984 |
| 441 | Roy Palmer        | Der Schatzkeller                       | 18.09.1984 |
| 442 | Fred McMason      | Ratten an Bord                         | 25.09.1984 |
| 443 | Roy Palmer        | Im Pfeilhagel                          | 02.10.1984 |
| 444 | Roy Palmer        | Schiffbruch                            | 09.10.1984 |
| 445 | Fred McMason      | Ohne Gnade                             | 16.10.1984 |
| 446 | Roy Palmer        | Wölfe im Konvoi                        | 23.10.1984 |
| 447 | Roy Palmer        | Faustrecht                             | 30.10.1984 |
| 448 | Roy Palmer        | Sklaven für Potosi                     | 06.11.1984 |
| 449 | Burt Frederick    | Die Galeone der Komödianten            | 13.11.1984 |
| 450 | Fred McMason      | Schrecken aus der Tiefe                | 20.11.1984 |
| 451 | Roy Palmer        | Vor Perus Küsten                       | 27.11.1984 |
| 452 | Frank Moorfield   | Hafenstrolche                          | 04.12.1984 |
| 453 | Burt Frederick    | Kurs auf Arica                         | 11.12.1984 |
| 454 | Fred McMason      | Brücke des Todes                       | 18.12.1984 |
| 455 | Roy Palmer        | Die Wölfin                             | 25.12.1984 |
| 456 | Burt Frederick    | Eisige Höhen                           | 01.01.1985 |
| 457 | Davis J. Harbord  | Am Silberberg                          | 08.01.1985 |
| 458 | Roy Palmer        | Lawine des Todes                       | 15.01.1985 |
| 459 | Roy Palmer        | Der rote Hahn                          | 22.01.1985 |
| 460 | Burt Frederick    | Der Pulverturm                         | 29.01.1985 |
| 461 | Roy Palmer        | Saboteure                              | 05.02.1985 |
| 462 | Roy Palmer        | Geheimauftrag                          | 12.02.1985 |
| 463 | Fred McMason      | Die Drachenschiffe                     | 19.02.1985 |
| 464 | Fred McMason      | Auf des Messers Schneide               | 26.02.1985 |
| 465 | Burt Frederick    | Hinter Gittern                         | 05.03.1985 |
| 466 | Roy Palmer        | Ohne Pardon                            | 12.03.1985 |
| 467 | Fred McMason      | Sturm über Panama                      | 19.03.1985 |
| 468 | Roy Palmer        | An der Küste der Karibik               | 26.03.1985 |
| 469 | Roy Palmer        | Das letzte Gefecht der „El Toro“       | 02.04.1985 |
| 470 | Fred McMason      | Die „Goldene Henne“                    | 09.04.1985 |
| 471 | Burt Frederick    | Eines Mannes Entscheidung              | 16.04.1985 |
| 472 | Roy Palmer        | Massaker                               | 23.04.1985 |
| 473 | Fred McMason      | Geisterschiffe                         | 30.04.1985 |
| 474 | Roy Palmer        | Die wilde Horde                        | 07.05.1985 |
| 475 | Fred McMason      | An der Cherokee Bay                    | 14.05.1985 |
| 476 | Roy Palmer        | Zu neuen Ufern                         | 21.05.1985 |
| 477 | Fred McMason      | Die Geister des Old O'Flynn            | 28.05.1985 |
| 478 | Roy Palmer        | Gefangen                               | 04.06.1985 |
| 479 | Fred McMason      | Konterangriff                          | 11.06.1985 |
| 480 | Roy Palmer        | Volle Breitseite                       | 18.06.1985 |
| 481 | Burt Frederick    | Auf Beutekurs                          | 25.06.1985 |
| 482 | Roy Palmer        | Die Jäger                              | 02.07.1985 |
| 483 | Roy Palmer        | Der Schinder                           | 09.07.1985 |
| 484 | Fred McMason      | Kreuzfahrt zur Hölle                   | 16.07.1985 |
| 485 | Burt Frederick    | Die Inseln des Teufels                 | 23.07.1985 |
| 486 | Fred McMason      | In Ketten                              | 30.07.1985 |
| 487 | Roy Palmer        | Auf Reede vor Havanna                  | 06.08.1985 |
| 488 | Fred McMason      | Küstenpiraten                          | 13.08.1985 |
| 489 | Roy Palmer        | Verdammt zum Sterben                   | 20.08.1985 |
| 490 | Burt Frederick    | Auf der Großen Bank                    | 27.08.1985 |
| 491 | Fred McMason      | Am Golf von Batabanó                   | 03.09.1985 |
| 492 | Roy Palmer        | Gier nach Gold                         | 10.09.1985 |
| 493 | Frank Moorfield   | Feuer frei!                            | 17.09.1985 |
| 494 | Fred McMason      | Des Teufels Knechte                    | 24.09.1985 |
| 495 | Burt Frederick    | An der Schatzbucht                     | 01.10.1985 |
| 496 | Roy Palmer        | Küste des Todes                        | 08.10.1985 |
| 497 | Roy Palmer        | Harte Fäuste                           | 15.10.1985 |
| 498 | Roy Palmer        | Ein einäugiger Hundesohn               | 22.10.1985 |
| 499 | Burt Frederick    | Wo die Schlangen-Insel versank         | 29.10.1985 |
| 500 | Davis J. Harbord  | Himmlische Ritter der Tiefe            | 05.11.1985 |
| 501 | Roy Palmer        | Das Ende einer Jagd                    | 12.11.1985 |
| 502 | Roy Palmer        | Im Klirren der Blankwaffen             | 19.11.1985 |
| 503 | Burt Frederick    | Auf den Bänken der Caicos-Inseln       | 26.11.1985 |
| 504 | Roy Palmer        | Jäger im Kielwasser                    | 03.12.1985 |
| 505 | Roy Palmer        | Die Hafenfestung                       | 10.12.1985 |
| 506 | Fred McMason      | Der Schwarzbart                        | 17.12.1985 |
| 507 | Roy Palmer        | Die Scharfrichter                      | 24.12.1985 |
| 508 | Burt Frederick    | Duell unter Wasser                     | 31.12.1985 |
| 509 | Roy Palmer        | Die Burg Zion                          | 07.01.1986 |
| 510 | Roy Palmer        | Blockade                               | 14.01.1986 |
| 511 | Fred McMason      | Des Teufels letzter Haufe              | 21.01.1986 |
| 512 | Fred McMason      | Nach dem Sturm                         | 28.01.1986 |
| 513 | Burt Frederick    | Mordbuben                              | 04.02.1986 |
| 514 | Fred McMason      | Überrumpelt!                           | 11.02.1986 |
| 515 | Burt Frederick    | Das Gespensterschiff                   | 18.02.1986 |
| 516 | Fred McMason      | Die Letzten der "San Jacinto"          | 25.02.1986 |
| 517 | Burt Frederick    | Der Teufel ist los                     | 04.03.1986 |
| 518 | Burt Frederick    | Eine Trutzburg                         | 11.03.1986 |
| 519 | Roy Palmer        | Im Schatten der Nacht                  | 18.03.1986 |
| 520 | Roy Palmer        | Standrecht                             | 25.03.1986 |
| 521 | Roy Palmer        | Auf dem Weg in die Hölle               | 01.04.1986 |
| 522 | Burt Frederick    | Der Korse                              | 08.04.1986 |
| 523 | Roy Palmer        | Kundschafter                           | 15.04.1986 |
| 524 | Fred McMason      | Feuer frei für della Rocca             | 22.04.1986 |
| 525 | Burt Frederick    | Flucht nach vorn                       | 29.04.1986 |
| 526 | Roy Palmer        | Tod um Mitternacht                     | 06.05.1986 |
| 527 | Fred McMason      | Und die See ging hoch...               | 13.05.1986 |
| 528 | Davis J. Harbord  | Südwärts!                              | 20.05.1986 |
| 529 | Burt Frederick    | Die Falle                              | 27.05.1986 |
| 530 | Roy Palmer        | Sperrfeuer                             | 03.06.1986 |
| 531 | Frank Moorfield   | Kampf am Campira-Paß                   | 10.06.1986 |
| 532 | Fred McMason      | Tod eines Admirals                     | 17.06.1986 |
| 533 | Burt Frederick    | Durch die Hölle des Yucatán            | 24.06.1986 |
| 534 | Burt Frederick    | Die Bucht der Galgenstricke            | 01.07.1986 |
| 535 | Fred McMason      | Fahrt ins Ungewisse                    | 08.07.1986 |
| 536 | Fred McMason      | Der Fluch von Nan Madol                | 15.07.1986 |
| 537 | Davis J. Harbord  | Geißel der Küste                       | 22.07.1986 |
| 538 | Davis J. Harbord  | Das Inselkastell                       | 29.07.1986 |
| 539 | Roy Palmer        | Auf Todeskurs                          | 05.08.1986 |
| 540 | Frank Moorfield   | Die Satansriffe                        | 12.08.1986 |
| 541 | Roy Palmer        | Schergen des Kaisers                   | 19.08.1986 |
| 542 | Burt Frederick    | Blutsgefährten                         | 26.08.1986 |
| 543 | Davis J. Harbord  | Blockadebrecher                        | 02.09.1986 |
| 544 | Fred McMason      | ...und der Teufel holt sie alle        | 09.09.1986 |
| 545 | Davis J. Harbord  | Feuer über der Banda-See               | 16.09.1986 |
| 546 | Burt Frederick    | Unter Vollzeug in die Hölle            | 23.09.1986 |
| 547 | Roy Palmer        | Der Satan von Kokos                    | 30.09.1986 |
| 548 | Burt Frederick    | Entscheidung in der Schweinebucht      | 07.10.1986 |
| 549 | Roy Palmer        | Trommeln in der Nacht                  | 14.10.1986 |
| 550 | Fred McMason      | Odyssee der toten Seelen               | 21.10.1986 |
| 551 | Burt Frederick    | Insel der Verdammten                   | 28.10.1986 |
| 552 | Davis J. Harbord  | Im Banne des Magiers                   | 04.11.1986 |
| 553 | Fred McMason      | Fata Morgana                           | 11.11.1986 |
| 554 | Burt Frederick    | Die Braut des Sultans                  | 18.11.1986 |
| 555 | Roy Palmer        | Tod im Harem                           | 25.11.1986 |
| 556 | Davis J. Harbord  | Die Piraten von Abu Dhabi              | 02.12.1986 |
| 557 | Fred McMason      | Perlenjäger                            | 09.12.1986 |
| 558 | Burt Frederick    | Die Teufel der Araberküste             | 16.12.1986 |
| 559 | Roy Palmer        | Flußräuber                             | 23.12.1986 |
| 560 | Fred McMason      | Die Tochter des Kalifen                | 30.12.1986 |
| 561 | Burt Frederick    | Himmelhund an Bord!                    | 06.01.1987 |
| 562 | Roy Palmer        | Der Götze                              | 13.01.1987 |
| 563 | Davis J. Harbord  | Kameltreiber                           | 20.01.1987 |
| 564 | Fred McMason      | In den Klauen des Tigris               | 27.01.1987 |
| 565 | Burt Frederick    | Die List der Pfeffersäcke              | 03.02.1987 |
| 566 | Roy Palmer        | Wilde Wasser                           | 10.02.1987 |
| 567 | Roy Palmer        | Umzingelt                              | 17.02.1987 |
| 568 | Burt Frederick    | Satan im Seidengewand                  | 24.02.1987 |
| 569 | Fred McMason      | Auf den Spuren der Arche Noah          | 03.03.1987 |
| 570 | Roy Palmer        | Durchbruch zum Schwarzen Meer          | 10.03.1987 |
| 571 | Burt Frederick    | Old Donegals Wunschbaum                | 17.03.1987 |
| 572 | Fred McMason      | Schwarzmeer-Piraten                    | 24.03.1987 |
| 573 | Burt Frederick    | Kolonie der Griechen                   | 31.03.1987 |
| 574 | Fred McMason      | Überfall im Morgengrauen               | 07.04.1987 |
| 575 | Davis J. Harbord  | Bekannt wie ein bunter Hund            | 14.04.1987 |
| 576 | Roy Palmer        | Sterben in Istanbul                    | 21.04.1987 |
| 577 | Fred McMason      | Die Türken-Galeere                     | 28.04.1987 |
| 578 | Burt Frederick    | Der Höllenfürst                        | 05.05.1987 |
| 579 | Davis J. Harbord  | Gaukler                                | 12.05.1987 |
| 580 | Fred McMason      | Zigeuner der See                       | 19.05.1987 |
| 581 | Burt Frederick    | Das Henkerschiff                       | 26.05.1987 |
| 582 | Fred McMason      | Die Insel der Dämonen                  | 02.06.1987 |
| 583 | Burt Frederick    | "Stier von Piräus"                     | 09.06.1987 |
| 584 | Roy Palmer        | Die Galeasse                           | 16.06.1987 |
| 585 | Burt Frederick    | Die Trauminsel                         | 23.06.1987 |
| 586 | Burt Frederick    | In den Riffen gesunken                 | 30.06.1987 |
| 587 | Davis J. Harbord  | Die Sträflinge von San Nicole          | 07.07.1987 |
| 588 | Fred McMason      | Totentanz der Galgenvögel              | 14.07.1987 |
| 589 | Burt Frederick    | Die Schiffe-Versenker                  | 21.07.1987 |
| 590 | Sean Beaufort     | Das Testament                          | 28.07.1987 |
| 591 | Burt Frederick    | Die Toten-Gondel                       | 04.08.1987 |
| 592 | Fred McMason      | Lagune des Todes                       | 11.08.1987 |
| 593 | Burt Frederick    | Tanz auf dem Vulkan                    | 18.08.1987 |
| 594 | Davis J. Harbord  | In den Katakomben von Palermo          | 25.08.1987 |
| 595 | Burt Frederick    | Blutrache                              | 01.09.1987 |
| 596 | Roy Palmer        | Sturm über Mallorca                    | 08.09.1987 |
| 597 | Fred McMason      | Kundschafter des Königs                | 15.09.1987 |
| 598 | Fred McMason      | Unternehmen Cãdiz                      | 22.09.1987 |
| 599 | Frank Moorfield   | Die Mönche vom Rio Tejo                | 29.09.1987 |
| 600 | Davis J. Harbord  | Die Wilden von der "Empress of Sea"    | 06.10.1987 |
| 601 | Burt Frederick    | Das Silberschiff                       | 13.10.1987 |
| 602 | Sean Beaufort     | Der Tag der Culverinen                 | 20.10.1987 |
| 603 | Sean Beaufort     | Ein Bastard wird gejagt                | 27.10.1987 |
| 604 | Burt Frederick    | Gerissene Füchse                       | 03.11.1987 |
| 605 | Burt Frederick    | Die Küste der Menschenräuber           | 10.11.1987 |
| 606 | Fred McMason      | Auch ein Bastard wird begraben         | 17.11.1987 |
| 607 | Sean Beaufort     | Die Goldfalle                          | 24.11.1987 |
| 608 | Burt Frederick    | Themse-Geier                           | 01.12.1987 |
| 609 | Davis J. Harbord  | Duell auf der Themse                   | 08.12.1987 |
| 610 | Frank Moorfield   | Lügner, Lords und Lumpenpack           | 15.12.1987 |
| 611 | Sean Beaufort     | Dunkle Gassen in London                | 22.12.1987 |
| 612 | Burt Frederick    | Hexenhölle                             | 29.12.1987 |
| 613 | Fred McMason      | Das Tor zum Hades                      | 05.01.1988 |
| 614 | Burt Frederick    | Holländer-Gold                         | 12.01.1988 |
| 615 | Sean Beaufort     | Im eiskalten Sturm                     | 19.01.1988 |
| 616 | Sean Beaufort     | Entlang der tödlichen Klippen          | 26.01.1988 |
| 617 | Fred McMason      | Das Schiff aus dem Nebel               | 02.02.1988 |
| 618 | Frank Moorfield   | Die Bucht der Schwarzen Raben          | 09.02.1988 |
| 619 | Sean Beaufort     | Die Verlorenen der Felsinseln          | 16.02.1988 |
| 620 | Davis J. Harbord  | Das Erbe von Arwenack                  | 23.02.1988 |
| 621 | Burt Frederick    | Die Pilgerschiffe                      | 01.03.1988 |
| 622 | Fred McMason      | Aufbruch in die Neue Welt              | 08.03.1988 |
| 623 | Sean Beaufort     | Panik auf der “Discoverer”             | 15.03.1988 |
| 624 | Burt Frederick    | Cholera an Bord                        | 22.03.1988 |
| 625 | Fred McMason      | Keine Schonzeit für Ratten             | 29.03.1988 |
| 626 | Sean Beaufort     | Feuer auf der “Pilgrim”                | 05.04.1988 |
| 627 | Fred McMason      | Im Atlantik verschollen                | 12.04.1988 |
| 628 | Jan J. Moreno     | Der Tod kommt vor dem Morgengrauen     | 19.04.1988 |
| 629 | Sean Beaufort     | Die Schiffe der Verzweifelten          | 26.04.1988 |
| 630 | Jan J. Moreno     | Indianergold                           | 03.05.1988 |
| 631 | Burt Frederick    | Blutige Küste                          | 10.05.1988 |
| 632 | Sean Beaufort     | Siedlung der Gefahren                  | 17.05.1988 |
| 633 | Fred McMason      | Skrupellose Deserteure                 | 24.05.1988 |
| 634 | Burt Frederick    | Der Haß der Indianer                   | 31.05.1988 |
| 635 | Sean Beaufort     | Goldrausch im Küstennebel              | 07.06.1988 |
| 636 | Sean Beaufort     | Die Marodeure                          | 14.06.1988 |
| 637 | Jan J. Moreno     | Zwischen den Fronten                   | 21.06.1988 |
| 638 | Frank Moorfield   | Das Grab des Jaguars                   | 28.06.1988 |
| 639 | Fred McMason      | Nebelgeister                           | 05.07.1988 |
| 640 | Davis J. Harbord  | Thorfin Njal – der Berserker           | 12.07.1988 |
| 641 | Jan J. Moreno     | Nachts spukt der Klopfgeist            | 19.07.1988 |
| 642 | Jan J. Moreno     | Die Insel der ewigen Jugend            | 26.07.1988 |
| 643 | Fred McMason      | Gefangen auf Tir Nan Og                | 02.08.1988 |
| 644 | Sean Beaufort     | Das Sklavenbergwerk                    | 09.08.1988 |
| 645 | Davis J. Harbord  | Die Rum-Insel                          | 16.08.1988 |
| 646 | Sean Beaufort     | Die Skelett-Galeone auf dem Riff       | 23.08.1988 |
| 647 | Fred McMason      | Der Tod des Königs                     | 30.08.1988 |
| 648 | Jan J. Moreno     | Der Galgen wartet auf Sam Roskill      | 06.09.1988 |
| 649 | Frank Moorfield   | Schatzschiffe für die Königin          | 13.09.1988 |
| 650 | Fred McMason      | Ein Don wird ausgetrickst              | 20.09.1988 |
| 651 | Fred McMason      | Der große Raid                         | 27.09.1988 |
| 652 | Sean Beaufort     | Küste der Mörder                       | 04.10.1988 |
| 653 | Jan J. Moreno     | Sklavenschiff „Aguila“                 | 11.10.1988 |
| 654 | Sean Beaufort     | Die Geschütze von Boa Vista            | 18.10.1988 |
| 655 | Fred McMason      | Der Trick des Jean Ribault             | 25.10.1988 |
| 656 | Davis J. Harbord  | Rauch über der See                     | 01.11.1988 |
| 657 | Jan J. Moreno     | Schwelbrand                            | 08.11.1988 |
| 658 | Sean Beaufort     | Das Schiff der falschen Spanier        | 15.11.1988 |
| 659 | Fred McMason      | Irische Schnapphähne                   | 22.11.1988 |
| 660 | Davis J. Harbord  | Des Grafen Bluthund                    | 29.11.1988 |
| 661 | Jan J. Moreno     | Duell vor England                      | 06.12.1988 |
| 662 | Sean Beaufort     | Ein Fressen für die Geusen             | 13.12.1988 |
| 663 | Davis J. Harbord  | Themse-Ratten                          | 20.12.1988 |
| 664 | Fred McMason      | Der Schatz von Santo Antao             | 27.12.1988 |
| 665 | Fred McMason      | Der "Tod" des Old O'Flynn              | 03.01.1989 |
| 666 | Sean Beaufort     | Verirrt zwischen den Inseln            | 10.01.1989 |
| 667 | Jan J. Moreno     | Der Schrecken von Ascension            | 17.01.1989 |
| 668 | Frank Moorfield   | Gefangen auf Madagaskar                | 24.01.1989 |
| 669 | Davis J. Harbord  | Wie tollwütige Hunde gehetzt           | 31.01.1989 |
| 670 | Fred McMason      | Der Tempel des Schiwa                  | 07.02.1989 |
| 671 | Sean Beaufort     | Der Kaperer von Surat                  | 14.02.1989 |
| 672 | Jan J. Moreno     | Verraten und verkauft                  | 21.02.1989 |
| 673 | Fred McMason      | Zum Tode verurteilt                    | 28.02.1989 |
| 674 | Davis J. Harbord  | Eine Crew wilder weißer Teufel         | 07.03.1989 |
| 675 | Sean Beaufort     | Die Nacht der Jäger                    | 14.03.1989 |
| 676 | Jan J. Moreno     | Fahr zur Hölle!                        | 21.03.1989 |
| 677 | Fred McMason      | Gescheiterte Mission                   | 28.03.1989 |
| 678 | Fred McMason      | Die Skelett-Küste                      | 04.04.1989 |
| 679 | Frank Moorfield   | Türme des Schweigens                   | 11.04.1989 |
| 680 | Sean Beaufort     | Gefecht vor Bombay                     | 18.04.1989 |
| 681 | Jan J. Moreno     | Haie und Helden                        | 25.04.1989 |
| 682 | Fred McMason      | Die königliche Preßgang                | 02.05.1989 |
| 683 | Sean Beaufort     | Die Räuber-Dhau                        | 09.05.1989 |
| 684 | Davis J. Harbord  | Ein Schiff voller Narren               | 16.05.1989 |
| 685 | Fred McMason      | Kanonendonner am Mandavi               | 23.05.1989 |
| 686 | Jan J. Moreno     | Inferno                                | 30.05.1989 |
| 687 | Fred McMason      | Falsche Freunde                        | 06.06.1989 |
| 688 | Jan J. Moreno     | Aufgelaufen                            | 13.06.1989 |
| 689 | Frank Moorfield   | Der Dämon des Meeres                   | 20.06.1989 |
| 690 | Jan J. Moreno     | Die Insel der Lords                    | 27.06.1989 |
| 691 | Fred McMason      | Die Arche des Noah                     | 04.07.1989 |
| 692 | Jan J. Moreno     | Der Schwarze Tod                       | 11.07.1989 |
| 693 | Sean Beaufort     | Totenschiff vor Anker                  | 18.07.1989 |
| 694 | Sean Beaufort     | Die Unglücksbringer                    | 25.07.1989 |
| 695 | Fred McMason      | Der Schatzräuber                       | 01.08.1989 |
| 696 | Jan J. Moreno     | Auge um Auge, Zahn um Zahn             | 08.08.1989 |
| 697 | Sean Beaufort     | Gold für den Mogul                     | 15.08.1989 |
| 698 | Fred McMason      | Geusen auf Kaperfahrt                  | 22.08.1989 |
| 699 | Jan J. Moreno     | Mann über Bord                         | 29.08.1989 |
| 700 | Frank McMason     | Die Zeitwoge                           | 05.09.1989 |
| 701 | Jan J. Moreno     | Die Gold-Karawane                      | 12.09.1989 |
| 702 | Fred McMason      | Die Galeere des Sultans                | 19.09.1989 |
| 703 | Sean Beaufort     | Die Diebeskaravelle                    | 26.09.1989 |
| 704 | Jan J. Moreno     | Nächtliches Gefecht                    | 03.10.1989 |
| 705 | Sean Beaufort     | Die Ratten von Madras                  | 10.10.1989 |
| 706 | Fred McMason      | Der Tiger von Kanchipuram              | 17.10.1989 |
| 707 | Jan J. Moreno     | Rache                                  | 24.10.1989 |
| 708 | Sean Beaufort     | Die Rache des falschen Sultans         | 31.10.1989 |
| 709 | Fred McMason      | In der Schwefelhölle von Kavali        | 07.11.1989 |
| 710 | Frank Moorfield   | Gefahr auf Great Abaco                 | 14.11.1989 |
| 711 | Fred McMason      | Geister an Bord                        | 21.11.1989 |
| 712 | Sean Beaufort     | Tod in der Schwefelmine                | 28.11.1989 |
| 713 | Jan J. Moreno     | Die Hölle auf Erden                    | 05.12.1989 |
| 714 | Sean Beaufort     | Die Dschungelwölfe                     | 12.12.1989 |
| 715 | Fred McMason      | Abschaum der Meere                     | 19.12.1989 |
| 716 | Sean Beaufort     | Gegenschlag                            | 26.12.1989 |
| 717 | Sean Beaufort     | Sturmfahrt nach Madras                 | 02.01.1990 |
| 718 | Fred McMason      | Im Sturm gesunken                      | 09.01.1990 |
| 719 | Jan J. Moreno     | Blutiger Jahreswechsel                 | 16.01.1990 |
| 720 | Sean Beaufort     | Das Wrack in der Hungerbucht           | 23.01.1990 |
| 721 | Fred McMason      | Zum Kampf gestellt                     | 30.01.1990 |
| 722 | Jan J. Moreno     | Mit Feuer, Schwert und Kruzifix        | 06.02.1990 |
| 723 | Davis J. Harbord  | Zäh wie eine Katze                     | 13.02.1990 |
| 724 | Davis J. Harbord  | Eine Nacht für Korsaren                | 20.02.1990 |
| 725 | Fred McMason      | Der Despot von Malakka                 | 27.02.1990 |
| 726 | Sean Beaufort     | Verzweifelte Suche                     | 06.03.1990 |
| 727 | Jan J. Moreno     | Kampf ums Überleben                    | 13.03.1990 |
| 728 | Fred McMason      | Gnadenlose Jäger                       | 20.03.1990 |
| 729 | Sean Beaufort     | Im Kerker von Malakka                  | 27.03.1990 |
| 730 | Jan J. Moreno     | Die falschen Portugiesen               | 03.04.1990 |
| 731 | Fred McMason      | Die teuflischen Zwerge                 | 10.04.1990 |
| 732 | Sean Beaufort     | Der tödliche Fluch                     | 17.04.1990 |
| 733 | Davis J. Harbord  | Das Gefecht bei den Florida Keys       | 24.04.1990 |
| 734 | Jan J. Moreno     | Sterben vor Batavia                    | 01.05.1990 |
| 735 | Fred McMason      | Panoga – der Meeresgott                | 08.05.1990 |
| 736 | Sean Beaufort     | Gefährliche Freundschaft               | 15.05.1990 |
| 737 | Jan J. Moreno     | Das Schwert des Samurai                | 22.05.1990 |
| 738 | Davis J. Harbord  | Eine Jolle namens "Little Isabella"    | 29.05.1990 |
| 739 | Fred McMason      | Blutige Perlen                         | 05.06.1990 |
| 740 | Frank Moorfield   | Dunkle Schatten über Bali              | 12.06.1990 |
| 741 | Sean Beaufort     | Das Grauen der Nacht                   | 19.06.1990 |
| 742 | Jan J. Moreno     | Insel der Drachen                      | 26.06.1990 |
| 743 | Fred McMason      | Komodo – Insel des Grauens             | 03.07.1990 |
| 744 | Davis J. Harbord  | Nachtgeister                           | 10.07.1990 |
| 745 | Jan J. Moreno     | Die Padres der „Navegante“             | 17.07.1990 |
| 746 | Fred McMason      | Jagd auf das Silberschiff              | 24.07.1990 |
| 747 | Davis J. Harbord  | Die Meute des Griechen                 | 31.07.1990 |
| 748 | Jan J. Moreno     | Die weiße Göttin von Neuguinea         | 07.08.1990 |
| 749 | Fred McMason      | In den Händen der Spanier              | 14.08.1990 |
| 750 | Davis J. Harbord  | Tödlicher Stahl                        | 21.08.1990 |
| 751 | Sean Beaufort     | Das Meer kocht                         | 28.08.1990 |
| 752 | Fred McMason      | Kampf im Korallenmeer                  | 04.09.1990 |
| 753 | Jan J. Moreno     | Draufgänger                            | 11.09.1990 |
| 754 | Davis J. Harbord  | Zwei Lumpenkerle                       | 18.09.1990 |
| 755 | Sean Beaufort     | Die Spur in den Wellen                 | 25.09.1990 |
| 756 | Fred McMason      | Archipel der schwarzen Inseln          | 02.10.1990 |
| 757 | Jan J. Moreno     | Zur falschen Zeit                      | 09.10.1990 |
| 758 | Davis J. Harbord  | Das Gericht der Korsaren               | 16.10.1990 |
| 759 | Jan J. Moreno     | Grauen an Bord                         | 23.10.1990 |
| 760 | Sean Beaufort     | Die Goldinsel                          | 30.10.1990 |